# 费拉弓背蚁
费拉弓背蚁（学名：Camponotus fellah）是弓背蚁属的一种，分布于中东和北非。该物种由达拉·托雷（Dalla Torre）于 1893年正式描述。以色列最长寿的蚂蚁记录保持者便是该物种的蚁后，它在实验室环境中存活了 26年（1983-2009 年）。

## 基础生物学
该物种为单后制（monogynous），其工蚁则具有多态性。因为蚁后是单独受精的，所以群落中的所有工蚁彼此都具有非常亲近的血缘关系，因为它们的血统都来自同一个母亲和父亲。 群落通常栖息在干燥、温暖的栖息地，包括沿海沙丘和沙漠。 

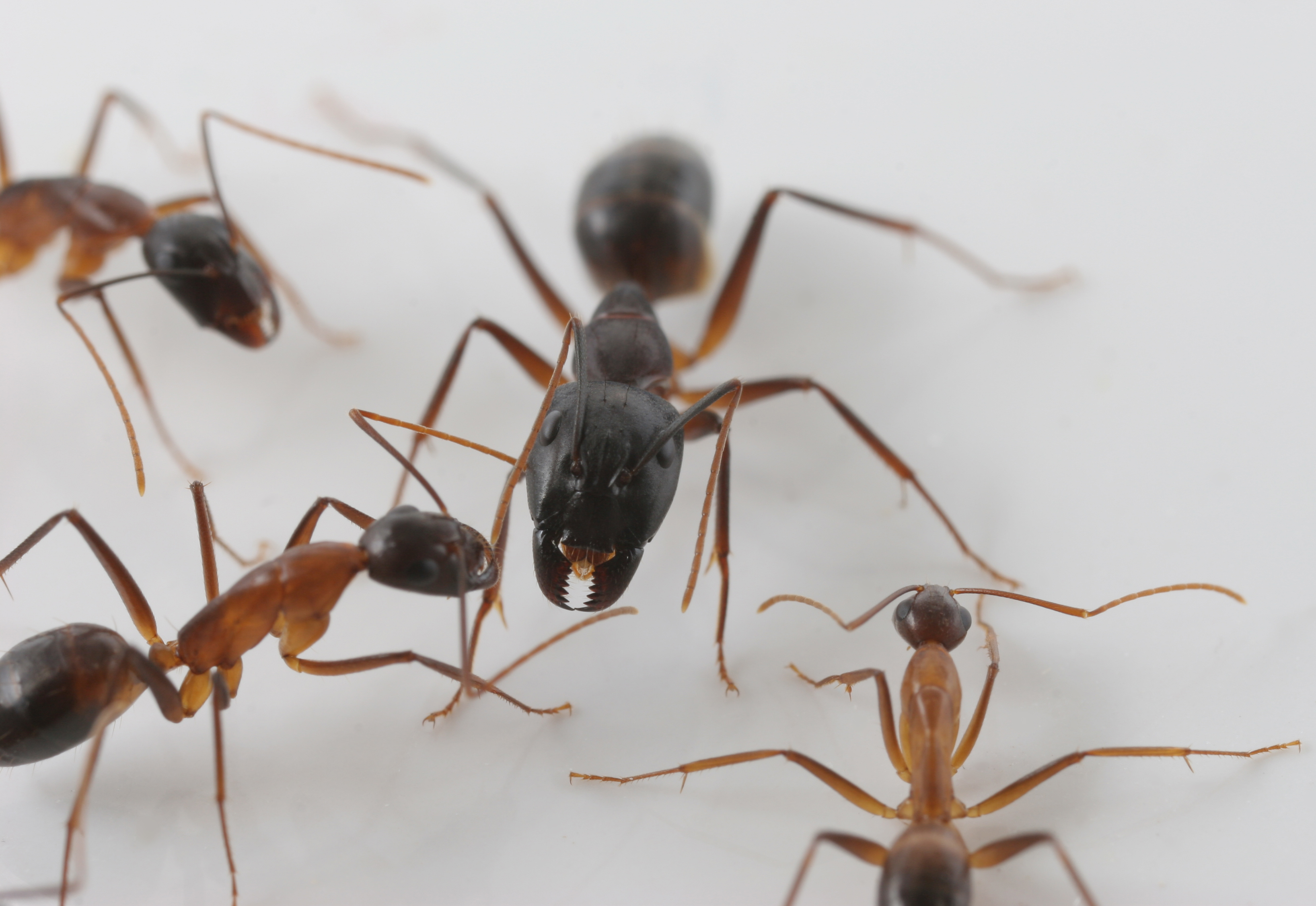
工蚁的多态性（三只小型工蚁和一只大型工蚁）

## 同巢气味识别
蚂蚁对于同巢同伴的识别是由低挥发性表皮碳氢化合物所介导的。独立的工蚁无法与巢穴同伴频繁交换碳氢化合物，因此其碳氢化合物特征与蚁群不同。经过 20 至 40 天的隔离，工蚁的碳氢化合物特征会于巢穴同伴发生明显差异，以致于它会被同伴视为外来者。然而，如果独立的工蚁接触到来自蚁群的气流，它们的攻击性就会降低，这表明蚁巢中的挥发性化学物质也有助于蚁巢同伴的识别。  

## 交哺
交哺（Trophallaxis）是蚂蚁之间传播食物的主要方式。通过用荧光物质来标记食物，我们能更好的了解到蚂蚁的交哺行为，揭露了在交哺事件期间转移流可以改变方向，觅食者会接收或吐出食物，觅食者通常在吐出嗉囊中的少量食物后离开巢穴，而非觅食者也会吐出大量的食物。此外，绝大多数交哺事件持续时间很短，正如上一段所说，这可能只是为了维持同类之间的气味，而不是传播食物。 事实上，当费拉弓背蚁群落成员的碳氢化合物谱被人工改变时，该群落比非营养物种更快地达到同质化。 通过维持同质的碳氢化合物分布，交哺调节群体的凝聚力。工蚁参与蚁群凝聚力交哺的行为可能由大脑中的章胺水平决定。通常在隔离之后，返回群体后，工蚁会以更快的频率进行交哺。然而，如果用章胺处理工人，就不会观察到这种交配活动的增加。 

## 社会结构
跟踪行为和社会网络相结合表明，蚁群的网络由两个区组成：一个负责照顾蚁后和幼虫，且由年轻工蚁组成的护理社区；以及一个负责外出觅食，守护巢穴的老龄工蚁所组成的觅食者社区。这种结构被认为和工蚁的年龄大小有关。  

## 社会孤立的影响
处于社会孤立的工蚁身体素质会下降，寿命缩短，行为发生变化，包括运动能力增强。 但当工蚁在隔离时有一个或以上的同伴时，这种影响会明显减弱。隔离工人死亡率的上升是由于能量消耗增加、能量收入减少造成的。因此，通过能量平衡，社会交往会影响健康和衰老。

## 微生物群
该物种于大部分经过测试的弓背蚁一样，费拉弓背蚁体内含有一种来自Blochmannia属的布氏菌。这种内共生菌通过将氮循环用于氨基酸生物合成来为宿主提供营养，当通过实验降低氮水平时，菌落生长就会减少。  Blochmannia寄居在中肠上皮的特殊细胞（细菌细胞）中，并且仅通过水平传播。
由于Blochmannia的最接近姐妹类群是食汁昆虫的内共生体，而蚂蚁经常与食汁昆虫交往，因此Blochmannia 的祖先可能是由弓背蚁族的祖先通过食汁昆虫获得的。 

## 学习和记忆
一般来说，蚂蚁非常依赖嗅觉线索，并且它们的大脑中有发达的嗅觉中心。对于弓背蚁来说尤其如此，并且可以在实验室条件下训练费拉弓背蚁工蚁将气味与味觉强化物联系起来。它们会根据自己已经学会的与味觉奖励相关的气味来选择 Y 型迷宫的分支。 

## 导航
在地面上觅食的工蚁很大程度上依靠视觉来导航。在地下，工人将空间记忆、化学信号和重力结合起来。当面临灾难时，工蚁们通过个人和集体学习，动态地调整他们所依赖的信息来源。 